# 汪杲
汪杲（1420年—？），字廷輝，直隸徽州府休寧縣（今安徽休寧縣）人，明朝政治人物。天順甲申進士。

## 生平
應天府鄉試第九十七名。天順八年（1464年）甲申科進士。授戶部主事，因輸送物料，運船失火，貶官雲南曲靖軍民府。

## 家族
曾祖父汪德甫。祖父汪志賢。父亲汪景濱。